# Nouans
Nouans – miejscowość i gmina we Francji, w regionie Kraj Loary, w departamencie Sarthe.
Według danych na rok 1990 gminę zamieszkiwało 250 osób, a gęstość zaludnienia wynosiła 25 osób/km² (wśród 1504 gmin Kraju Loary Nouans plasuje się na 1022. miejscu pod względem liczby ludności, natomiast pod względem powierzchni na miejscu 1008.).